# Autoportret z okaleczonym uchem
Autoportret z okaleczonym uchem (fr. Autoportrait à l’oreille mutilé) – obraz olejny przypisywany Vincentowi van Goghowi, namalowany we wrześniu 1889 podczas jego pobytu w miejscowości Saint-Rémy. Obraz znajduje się w zbiorach Galerii Narodowej w Oslo będącej częścią Narodowego Muzeum Sztuki, Architektury i Projektowania.
Numer katalogowy: F 528, JH 1780 (usunięte).

## Historia i opis
Autoportret z okaleczonym uchem należy do tych dzieł Vincenta van Gogha, które wywołują wątpliwości co do swej autentyczności. Słowo „oreille mutilé” („okaleczone ucho”) mogło zostać dodane później w nawiązaniu do pamiętnego wydarzenia w Arles z 23 grudnia 1888. Dwa autoportrety przedstawiające artystę z zabandażowanym uchem (F 527 i F 529) były dobrze znane już przed rokiem 1900. Obraz Autoportret z okaleczonym uchem ukazuje Van Gogha z uszkodzonym uchem, ale jest to niewłaściwe ucho, prawe zamiast lewego, co mogłoby być argumentem przeciwko autentyczności malowidła. Ucho na obrazie jest nieukończone, a nie obcięte, a samo dzieło mogło powstać wcześniej, przed 23 grudnia.
W czerwcu 1896 obraz był z całą pewnością w posiadaniu Ambroise’a Vollarda. Przedtem najprawdopodobniej należał do Josepha Ginoux, który sprzedał go Vollardowi w lutym 1896. W latach 1904–1907 obraz należał w dalszym ciągu do Vollarda, natomiast w listopadzie 1909 jego posiadaczem był Eugène Blot, który w lipcu 1910 sprzedał go Galerii Narodowej w Oslo.
Dopiero w latach 70. XX wieku pojawiły się wątpliwości co do autentyczności dzieła. Jesienią 2002 Johannes Rød opublikował dla Uniwersytetu w Oslo swoją rozprawę na temat obrazu. Galeria Narodowa w Oslo została skrytykowana za wstrzymywanie się z informacją, iż obraz był prawdopodobnie falsyfikatem.
Wątpliwości budzi słabe wykonanie i ekspresja twarzy. Obraz jest nadal eksponowany jako dzieło Vincenta van Gogha, choć zdaniem seniora kuratora Galerii Narodowej w Oslo, Ernsta Haverkampa, potrzebne są dalsze badania w celu udzielenia definitywnej odpowiedzi.
Autoportret ten jest najbardziej zniekształcony, okrutny i bezlitosny spośród tych namalowanych w Saint-Rémy. Obraz jest pozbawiony jasnych kolorów i światła. Twarz artysty jest pobrużdżona, a wzrok posępny.